# داء لايم
داء لايم أو داء ليم (بالإنجليزية: Lyme Disease)‏ هو داء خمجي ينتج عن الإصابة بأحد 3 أنواع من بكتيريا البوريليا (جنس من اللولبيات):
- بوريليا برغدورفيرية وهي النوع الشائع أمريكا[3]
- بوريليا جاريني في أوروبا
- بوريليا أفزيلي في أوروبا

يُصنيف مرض لايم إلى مراحل تبعاً لسرعة ومدى انتشار العدوى في الجسم:
- المرحلة الأولى من مرض لايم وتسمى أيضاً المحصوره حيث يكون مرض لايم في منطقة صغيرة جداً ومحدودة.[4][5]
- المرحلة الثانية تبدأ في الانتشار الجزئي لمرض لايم في جسم الإنسان.[6]
- المرحلة الثالثة أو المتاخرة حيث يكون مرض لايم قد أصاب كافة أعضاء الجسم.

والجدير بالذكر أنه يجب أن تدخل البكتيريا لمجرى الدم عن طريق الجلد بالتصاق القراد لمدة تتراوح بين 24- 36 ساعة وتغذيته على الدم فمجرد العض من قبل القراد قد لا يتسبب في نقل البكتريا منه لجسم الإنسان، وخطورة مرض لايم تكون في قدرته على الإنتشار ليصل إلى الدماغ والقلب والمفاصل 
يعد داء لايم أشهر داء منقول عن طريق القرادة في نصف الكرة الأرضية العلوي. تنتقل بكتيريا البوريليا عن طريق عضة القراد المنتمي لنوع اللبود. تبتدئ أعراض المرض بالحمى وألام الرأس والإرهاق
و الحمامى الهامشية (أحد أشكال الطفح الجلدي المميزة لداء لايم).

## أعراض المرض
يؤثر داء لايم على عدة أعضاء في جسم الإنسان مسبباً كماً متنوعاً من الأعراض المرضية. لا تظهر أعراض هذا المرض على كل المصابين (حوالي 7% من المصابين لا تظهر عليهم أية أعراض ) كما تختلف الصورة السريرية من مريض إلى آخر. تستمر فترة حضانة المرض من أسبوع إلى أسبوعين.

حمامى هامشية

تُصنف الأعراض تبعاً للمرحلة المرضية وانتشار مرض لايم في جسم الإنسان بحيث تتميّز المرحلة الأولى  بما يلي:
- الشعور بالقشعريرة وعدم تحمّل البرد أو أيّ انخفاض في درجة الحرارة.
- ارتفاع درجة حراره الجسم (الحمى).
- التعب والضعف العام.
- الشعور بالصداع.
- حدوث آلام المفاصل.
- الشعور بألم في العضلات وتصلّب الرقبة في بعض الحالات.
- ظهور طفح جلدي وتورّم وَ احمرار الجلد في المنطقة الّتي تغذّت منها القراد على دم المصاب بمرض لايم وتدعى طفح حمامى مهاجرة.
- قد تشبه هذه الأعراض أعراض الإصابة بمرض الزكام وعادة لا تحتاج هذه الأعراض علاج وتزول دون تدخّل طبّي خلال أسابيع.

أمّا أعراض الدرجة الثانية قد تستغرق أسابيع أو أشهر بعد حدوث العدوى الجرثوميّة ومنها:
- الشعور بخدلان في الأطراف.[18]
- الشعور بألم عصبي في بعض مناطق الجسم.
- عدم القدرة على تحريك بعض عضلات الجسم.
- ضعف عام في عضلات الوجه مما يؤدّي إلى تغيّر التعابير الإيحائيّة للشخص.
- القلق وَ توتر دائم.
- حدوث اضطرابات في العضلة القلبية.
- خفقان القلب.[19]
- ألم في الصدر.
- ضيق في التنفس.

أمّا المرحلة الثالثة  وهي الأخطر في مراحل المرض على الإطلاق، وتشمل الأعراض:
- حدوث حركات لا إرادية في العضلات.[22]
- حدوث تورّم المفاصل.
- ضعف العضلات وشللها التّامّ في بعض الحالات.
- الشعور بالخدر والوخز.
- عدم وضوح الكلام من الفرد على الإطلاق.
- - حدوث مشاكل في الجهاز العصبي المركزي وَالّتي تؤثّر على تركيز وتفكير المصاب.[23][24]

من المضاعفات التي يمكن حدوثها نتيجة الإصابة بالمرض:
- انخفاض تركيز مريض لايم.[25]
- حدوث اضطرابات في الذاكرة.
- تلف الأعصاب.
- الشعور بالخدر.
- شلل في عضلات الوجه.
- اضطرابات في أثناء النوم وشعور مصابين مرض لايم بالقلق.[26]
- حدوث مشاكل في الرؤية ووضوحها.
- الشعور بالتعب.

## تشخيص المرض
يلجأ الطبيب إلى التّدابير التّاليَة لتشخيص هذا المرض:
- الفحص السريري.[28]

دورة حياة القراد

- الفحص المناعي المرتبط بالإنزيم (ELISA) الّذي يكشف عن الأجسام المُضادّة للبكتيريا الخاصّة بمرض لايم.[29][30]
- التصوير الإشعاعي للدماغ بالرنين المغناطيسي (MRI).[31][32]
- مخطط صدى القلب Echocardiogram .[33]
- فحص تخطيط القلب.[34]
- فحص خزعة السائل الشوكي.[35][36]

## إجراءات وقائيّة
للوقاية من مرض لايم يجب اتّباع التّعليمات التّاليَة:

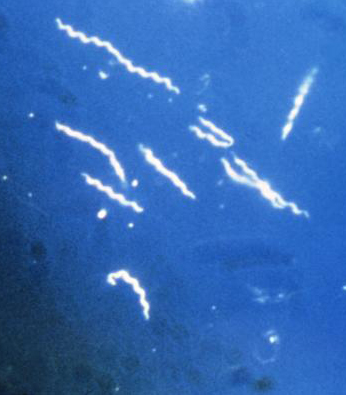
العامل المسبب لمرض لايم

- تجنّب المناطق الّتي تكثر فيها الأعشاب الطويلة حيث ينمو قراد الأيل الناقل لمرض لايم.
- ارتداء السراويل والأكمام الطّويلة في حال التّواجد في المناطق الّتي يشيع فيها القراد النّاقل لمرض لايم.
- استخدام طارد الحشرات الموضعي على المناطق الجلديّة المكشوفة.[39][40][41]
- الالتزام بتعليمات السّلامة العامّة الصّحّيّة.[42][42]
- في حال شعور مريض لايم بأيّ أعراض غريبة يجب الرّجوع للطّبيب والكشف الصّحّيّ.[43]
- إجراء الفحوصات الدّوريّة للحيوانات الأليفة المنزليّة وتنظيفها جيّداً لمنع عدوى مرض لايم.

## العلاج
إن علاج مرض لايم يعتمد على حدة الأعراض وبدء ظهورها حيث أنه ليس كل من يصاب بعضة القراد يجب أن يتناول علاجات دوائية، فقد تكفي مراقبة مريض لايم الصحية لفترة شهر.

إزالة القراد باستخدام الملقط

بعض الحالات تظهر عليهم أعراض مرض لايم بحيث يتم تأكيد الإصابة من قبل الطبيب، ومن ثم يصف لهم الطبيب المضاد الحيوي الازم (وغالباً ما تكون جرعة واحدة من الدوكسيسيكلين (Doxycycline) لهم ومن تلك الفئة من هم أكبر من سن 8 والإناث غير الحوامل وغير المرضعات، والذين التصقت القراد بأجسامهم مدة لا تقل عن 36 ساعة).
- تكون فتره علاج مرض لايم من 10 إلى 14 يوم تقريباً تبعا للوضع الصحي للمريض.
قد يصف الطبيب بعض العلاجات الدوائية المسكنة للألم خاصة في حال تصلب المفاصل مع مرض لايم.

### أدوية علاج مرض لايم
- دوكسيسيكلين (Doxycycline)[50][51]
- اموكسسلين (Amoxicillin)
- أزثرومايسين (Azithromycin)
- سيفركسيم (Cefuroxime)
- سفتريكسون (Ceftriaxone)

المسكنات ومنها:
- ايبوبروفين (Ibuprofen).
- نابروكسين (Naproxen).

### علاج الحالات المستعصية على المضادات الحيوية
ظهرت بعض حالات داء لايم المستعصية على المضادات الحيوية ولوحظ تكرار حدوث المرض بالرغم من استخدام المضادات الحيوية المناسبة. أظهرت بعض الدراسات أن استخدام الهايدروكسيكوين أو الميثوتريكسيت قد يساعد في شفاء الحالات المستعصية على المضادات الحيوية.

## مرض لايم المزمن
مصطلح «مرض لايم المزمن» أو «ما بعد متلازمة داء لايم» يطبّق على مجموعات مختلفة من المرضى. منهم الأشخاص الذين يعانون من أعراض المرحلة المتأخرة من داء لايم التي لم يتم علاجها: التهاب الأعصاب الطرفية و\ أو التهاب الدماغ. يطبّق هذا المصطلح أيضاً على الأشخاص الذين كانوا يعانون من المرض في الماضي وبقيت بعض الأعراض بعد العلاج بالمضادات الحيوية وهو ما يسمى أيضاً متلازمة ما بعد داء لايم. كما أنه يطبّق على المرضى الذين لا يعانون من أعراض محددة كالتعب وليس هناك أي دليل بأنهم قد أصيبوا بداء لايم بالماضي.

## وبائيات

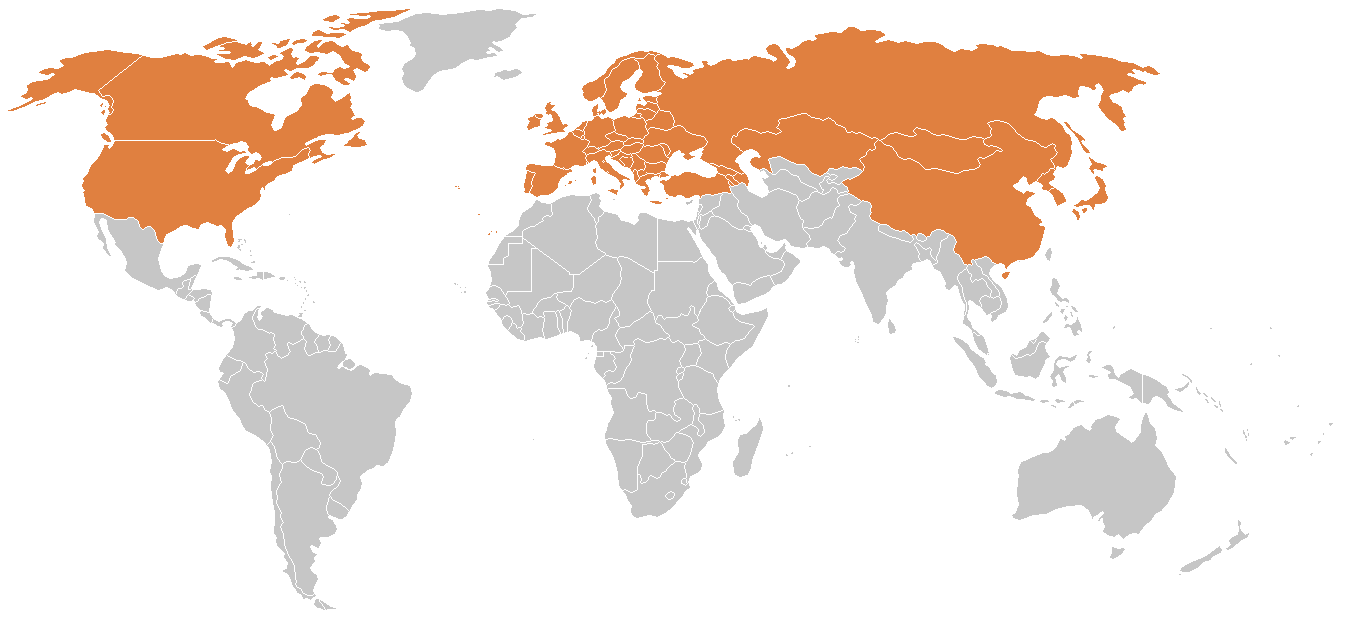
البلدان التي أبلغت عن حالات مرض لايم.

داء لايم مرض متوطن في نصف الأرض الشمالي في المناطق المعتدلة.

### إفريقيا
في شمال إفريقيا، تم تحديد المرض في المغرب، الجزائر، مصر وتونس.
مرض لايم في إفريقيا جنوب الصحراء غير معروف حاليا، ولكن الأدلة تشير إلى أنه قد يحدث في هذه المنطقة. إن وفرة المضيفين وناقلات القراد من شأنه أن يؤيد إنشاء عدوى لايم في أفريقيا. في شرق أفريقيا، تم الإبلاغ عن حالتين من مرض لايم في كينيا.

### آسيا
تم العثورعلى الحشرات بشكل أكثر تكرارا في اليابان، وكذلك في شمال غرب الصين، نيبال، تايلاند و أقصى شرق روسيا. كما تم عزل بورليا في منغوليا.

### أوروبا
توجد حالات القراد ب بورجدورفيري سينسو في معظم أنحاء أوروبا الوسطى، وخاصة في سلوفينيا والنمسا، ولكن تم عزلها في كل بلد تقريبا في القارة. الإصابة في جنوب أوروبا، مثل إيطاليا والبرتغال، هي أقل بكثير.

### أمريكا الشمالية

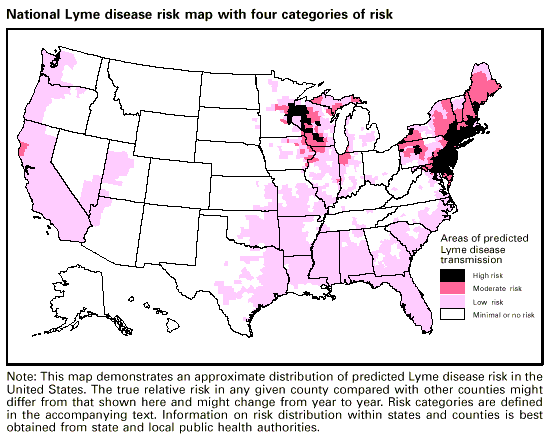
خريطة تبين مخاطر مرض لايم في الولايات المتحدة ، لا سيما تركيزه في شمال شرق المدن الكبرى وغرب ولاية ويسكونسن.

العديد من الدراسات في أمريكا الشمالية ترتبط بارتباطات بيئية لانتشار مرض لايم. وقد أظهرت دراسة أجريت عام 2005 باستخدام نمذجة ملاءمة المناخ أن تغير المناخ سيؤدي إلى زيادة شاملة في موائل النواقل المناسبة بنسبة 213٪ بحلول عام 2080، مع توسع الشمال في كندا، وزيادة الملاءمة في وسط الولايات المتحدة، وانخفاض الموائل المناسبة والنواقل تراجع في جنوب الولايات المتحدة. وخلص استعراض أجري في عام 2008 للدراسات المنشورة إلى أن وجود الغابات أو المناطق الحرجية هو المتغير الوحيد الذي يزيد باستمرار من خطر الإصابة بمرض لايم بينما أظهرت المتغيرات البيئية الأخرى تفاوتا ضئيلا أو معدوما بين الدراسات. وقال الباحثون إن العوامل التي تؤثر على كثافة القراد والمخاطر البشرية بين المواقع لا تزال غير مفهومة جيدا، وأنه ينبغي إجراء الدراسات المستقبلية على مدى فترات زمنية أطول، وتصبح أكثر توحيدا عبر المناطق، وإدراج المعارف الموجودة في إيكولوجيا مرض لايم الإقليمية.

#### كندا
بسبب تغير المناخ، توسعت مجموعة القراد القادرة على حمل مرض لايم من منطقة محدودة من أونتاريو لتشمل مناطق كيبيك الجنوبية ومانيتوبا وشمال أونتاريو وجنوب نيوبرونسويك وجنوب غرب نوفا سكوشيا وأجزاء محدودة من ساسكاتشوان وألبرتا وكذلك كولومبيا البريطانية. وقد تم الإبلاغ عن حالات إلى الشرق من جزيرة نيوفاوندلاند. والتنبؤ القائم على نموذج من قبل ليتون وآخرون. (2012) أن نطاق القراد الكتفي الأول سوف يتوسع في كندا بمقدار 46 كم / سنة خلال العقد المقبل، مع ارتفاع درجات الحرارة المناخية باعتبارها المحرك الرئيسي لزيادة سرعة الانتشار.

#### المكسيك
تشير دراسة أجريت عام 2007 إلى أن عدوى بورليا بورجدورفيري متوطنة في المكسيك، من أربع حالات تم الإبلاغ عنها بين عامي 1999 و 2000.

### أمريكا الجنوبية
في أمريكا الجنوبية، يتزايد الاعتراف بالأمراض المنقولة عن طريق القراد وحدوثه. في البرازيل، تم التعرف على مرض يشبه الليم يعرف باسم متلازمة باجيو يوشيناري، الناجمة عن الكائنات الحية الدقيقة التي لا تنتمي إلى المركب ب. بورجدورفيري سينسو معقدة وتنقلها القراد من جنس أمبليوما وريبيسفالوس. تم الإبلاغ عن أول حالة من بيس في البرازيل في عام 1992 في كوتيا، ساو باولو. وقد تم تحديد مستضدات البروغدورفيري سنسو ستريكتو في المرضى في كولومبيا وبوليفيا.

## وصلات خارجية
- -(داء لايم)
- -(داء لايم - منظمة الصحة العالمية).